# Rein Kelpman

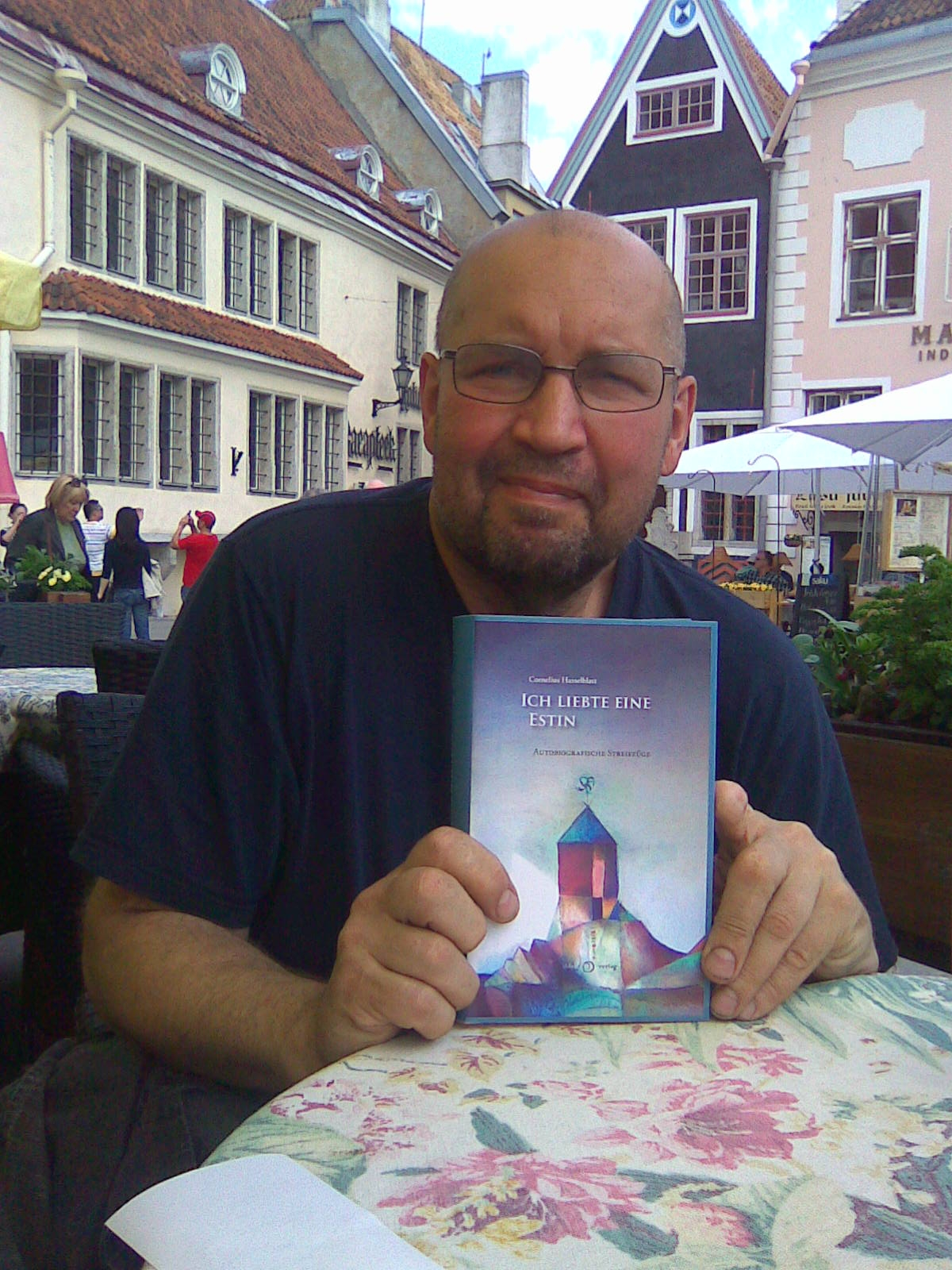
Rein Kelpman in Tallinn, mei 2013.
Foto: Cornelius Hasselblatt

Rein Kelpman (Tartu, 13 april 1960) is een Estische kunstschilder.

## Leven en werk
Rein Kelpman deed in 1979 in Tallinn zijn eindexamen en was erna tot 1987 werkzaam als kunstenaar in een reclamebedrijf. Als kunstschilder is hij volledig autodidact. In 1986 kreeg hij zijn eerste tentoonstelling in Tallinn en werd hij lid van de Estische Kunstbond. Sinds 1987 woont hij als freelance kunstenaar in Tallinn.
Veel schilderijen van Kelpman bevatten kubistische elementen en zijn kunst wordt vaak met het oeuvre van Paul Klee vergeleken.

## Tentoonstellingen
Rein Kelpman heeft bijna 40 individuele tentoonstellingen op zijn naam staan. Meer dan 20 keer maakte hij deel uit van een groepstentoonstelling. De meeste tentoonstellingen waren in Estland (Tallinn, Tartu, Pärnu, Viljandi, Võru), maar reeds in 1989 kwam zijn eerste tentoonstelling in het buitenland, te weten in Berlijn, in de Köpenicker Bank. Daarna werd zijn werk meerdere keren in Helsinki (1990, 1991, 1995), waar de kunstenaar tijdelijk woonde, getoond. Verder waren zijn schilderijen in Zweden (1992), meermaals in Duitsland (1994, 1998), in Letland (2000) en in Oostenrijk (2006) te zien.

## Prijzen
- 1984: Prijs van de jeugdafdeling van de Estische Kunstbond
- 1986: Speciale prijs van de jeugdtriënnale van de Baltische republieken
- 1989: Prijs van de stad Tallinn voor grafisch werk in het oude stadscentrum
- 1991: Speciale prijs van de tweede jeugdtriënnale van de Baltische republieken
- 1993: Prijs van het Estische Cultuurfonds
- 1995: Prijs van het Estische Cultuurkapitaal